# Stephostethus alternans
Stephostethus alternans là một loài bọ cánh cứng trong họ Latridiidae. Loài này được Mannerheim miêu tả khoa học năm 1844.